# Rudolf Leopold
Rudolf Leopold (Vienna, 1º marzo 1925 – Vienna, 29 giugno 2010) è stato un collezionista d'arte austriaco, la cui collezione di più di 5000 opere fu acquistata dallo Stato austriaco e utilizzata per creare il Leopold Museum, di cui è stato direttore.
Il Leopold Museum si trova nel Quartiere dei Musei a Vienna.
Leopold iniziò a collezionare opere d'arte negli anni cinquanta. In particolare rivolse la sua attenzione a quadri di Egon Schiele, Gustav Klimt e Oskar Kokoschka.